# Beppe Grillo
Giuseppe Piero Grillo, được biết đến nhiều hơn với cái tên là Beppe Grillo, sinh ngày 21 tháng 7 năm 1948, là một diễn viên hài và diễn viên sân khấu người Ý. Ông đã làm việc trong rạp chiếu phim và truyền hình. Grillo có một blog riêng, nơi ông nói về năng lượng thay thế, toàn cầu hóa, và công nghệ. Các phiên bản của blog bằng tiếng Anh, Ý và Nhật Bản. Bài viết trong phiên bản tiếng Ý thường sẽ nhận được hàng ngàn ý kiến và trả lời từ những người. Blog của ông cũng là một trong 10 blog được xem nhiều nhất thế giới
Ông tham gia chính trị từ năm 2009 với tư cách là người đồng sáng lập (cùng với Gianroberto Casaleggio ) của đảng chính trị Phong trào Năm Sao của Ý . Grillo đã trở thành một trong những ví dụ nổi bật nhất của làn sóng dân túy phát sinh ở châu Âu trong những năm 2010

## Đầu đời và sự nghiệp
Grillo sinh tại Genoa , Liguria , vào ngày 21 tháng 7 năm 1948.  Ông học kế toán nhưng chưa hoàn thành đại học. Sau khi tốt nghiệp trung học, anh tình cờ trở thành một diễn viên hài, diễn một đoạn độc thoại trong một buổi thử giọng. Hai tuần sau, anh được phát hiện bởi người dẫn chương trình truyền hình Ý Pippo Baudo . Grillo tham gia chương trình tạp kỹ Secondo Voi từ năm 1977 đến năm 1978. Năm 1979, anh tham gia vào công viên Luna của Enzo Trapani , và trong chương trình tạp kỹ Fantastico . 
Trong những năm 1980, ông xuất hiện trong các chương trình Te la do io l'America (1982, bốn tập) và Te lo do io il Brasile (1984, sáu tập), trong đó ông kể lại kinh nghiệm của mình về những chuyến thăm Hoa Kỳ và Brazil. Điều này dẫn đến sự xuất hiện của anh ấy như là nhân vật chính của một chương trình khác, được phát triển đặc biệt cho anh ấy, được gọi là Grillometro ( Grillometer ). Năm 1986, ông xuất hiện trong một loạt  quảng cáo giành giải thưởng cho một nhãn hiệu sữa chua.
Ngay sau đó, các buổi biểu diễn của anh bắt đầu có nội dung châm biếm chính trị làm mất lòng một số chính trị gia Ý. Năm 1986, trong chương trình truyền hình tối thứ bảy Fantastico  7 , ông đã tấn công Đảng Xã hội Ý và lãnh đạo của đảng này là Bettino Craxi , lúc đó là Thủ tướng Ý , nhân chuyến thăm của ông tới Cộng hòa Nhân dân Trung Hoa (CHND Trung Hoa).   Do đó, Grillo đã bị trục xuất khỏi đài truyền hình thuộc sở hữu công. 

## Tham Khảo
1. ↑  Beppe Grillo: nhà dân túy có thể khiến nước Ý rơi vào tình trạng hỗn loạn tại cuộc tổng tuyển cử , The Guardian
2. ↑  "Programma elettorale del MoVimento 5 Stelle per le elezioni Polihe che si svolgeranno in data 24 febbraio e 25 febbraio 2013 per l'elezione della Camera dei Deputati e del Senato della Repubblica" (PDF) . interno.gov.it . Bộ Nội vụ . Ngày 9 tháng 1 năm 2013. Bản gốc lưu trữ (PDF) ngày 2 tháng 11 năm 2013 . Truy cập ngày 21 tháng 6 năm 2013 .
3. ↑  Dinmore, Guy (ngày 1 tháng 3 năm 2013)."Beppe Grillo, kẻ ra tay cướp phá thành Rome" .  Thời báo tài chính . Luân Đôn: Pearson PLC. [ https://web.archive.org/web/20130304091115/http://www.ft.com/cms/s/0/d69c915c-80f8-11e2-9908-00144feabdc0.html Bản gốc lưu trữ ]  ngày 4 tháng 3 năm 2013 . Truy cập ngày 12 tháng 2 năm 2015 .
4. ↑  "Beppe Grillo - Công viên Luna, 1979" .YouTube Bản gốc lưu trữ  ngày 13 tháng 12 năm 2021 . Truy cập ngày 4 tháng 12 năm 2016.
5. ↑  "Beppe Grillo a" Fantastico "(1979)". Youtube Bản gốc  lưu trữ ngày 8 tháng 6 năm 2020 . Truy cập ngày 4 tháng 12 năm 2016
6. ↑  "Beppe Grillo - Serie di spot Yomo (1987-89)"  . youtube Bản gốc  lưu trữ ngày 16 tháng 2 năm 2013 . Truy cập ngày 4 tháng 12 năm 2016
7. ↑  Gian Marco Alari (28 tháng 12 năm 2014)."Grillo e la battuta su Craxi che lo fece cacciare dalla Rai" . Corriere della Sera (bằng tiếng Ý). Bản gốc lưu trữ ngày 21 tháng 8 năm 2015 . Truy cập ngày 29 tháng 3 năm 2017 .
8. ↑  Martino Abbracciavento (14 tháng 8 năm 2015)."Beppe Grillo e quelle profezie catastrofiche mai avveratesi" . Termometropolitico (bằng tiếng Ý). Bản gốc lưu trữ ngày
9. ↑  [ https://web.archive.org/web/20110123201520/http://www.time.com/time/magazine/article/0,9171,1112803,00.html "Nghiêm túc vui nhộn"] . Thời gian . Ngày 2 tháng 10 năm 2005. Bản gốc lưu trữ ngày 23 tháng 1 năm 2011 . Truy cập ngày 12 tháng 3 năm 2013